# Ancien combattant (chanson)
Pour l’article homonyme, voir Ancien combattant.
Ancien Combattant (titre original Petit n’imprudent) est une chanson écrite et composée en 1969 par le musicien et enseignant malien Idrissa Soumaoro. Après avoir été piratée dans les années 1970, elle fut popularisée en Europe par l’adaptation qu'en fit le musicien congolais Zao en 1984 à qui on attribue à tort la paternité de la chanson. Malgré ses réclamations, Idrissa Soumaoro ne perçut aucun droit d'auteur sur la reprise de son œuvre. 

## Version originale
Idrissa Soumaoro fut témoin d'une altercation entre le père de son ami, un ancien combattant du nom de Filiba Sacko, et un jeune garçon qui battait sa sœur. Les injures et les invectives du vieil homme, où il faisait état de son parcours militaire pendant la guerre, inspirèrent à Idrissa Soumaoro les paroles de la chanson. Enregistrée en 1970 sous le titre Petit n’imprudent elle connut un succès immédiat au Mali et dans les pays limitrophes. La bande fut ensuite piratée pour être vendue au producteur libanais Safiédine qui sortit illégalement le titre en 45 tours en Côte d'Ivoire. En 1973, l'orchestre guinéen Balla et ses Balladins reprit aussi le titre.

## La reprise-adaptation de Zao
Zao affirma avoir découvert la chanson dans une revue universitaire Tradition orale, où elle était analysée, et reprit en partie les paroles pour composer sa version. C'est cette reprise, enregistrée et distribuée par Barclay en 1984, qui fut popularisée, entre autres en vidéoclip et qui connut un important succès en Europe. Cette version fut ensuite reprise par Philippe Léotard dans son dernier album, Demi-Mots Amers.

## Discographie
- Zao, Ancien combattant, Barclay, 1984
- Idrissa Soumaoro, Kôtè, Syllart Production, 2003 sous le titre Petit imprudent